# Nyzeeländsk engelska
Nyzeeländsk engelska (engelska: New Zealand English) (NZE, en-NZ) är en dialekt inom engelska, som talas på Nya Zeeland. 
Engelskan etablerades på Nya Zeeland av 1800-talets nybyggare. Den räknas bland en av de nyare varianterna, då den utvecklats sedan 1800-talets mitt. De största influenserna har kommit från australisk engelska, engelska i södra England, irländsk engelska, skotsk engelska, Received Pronunciation och maori.
Nyzeeländsk engelska liknar australisk engelska i uttal, dock med vissa skillnader.

### Fotnoter
1. ↑  en-NZ är språkkoden för nyzeeländsk engelska, enligt ISO-standards (se ISO 639-1 och ISO 3166-1 alpha-2) och Internetstandards (se IETF language tag).
2. ↑  Hay, J., Macglagan, M., & Gordon, E. (2008). New Zealand English. Edinburgh, UK: Edinburgh University Press.
3. ↑  Trudgill, P., Gordon, E., Lewis, G., & Maclagan, M. (2000). Determinism in new-dialect formation and the genesis of New Zealand English. Journal of Linguistics, 36(2), p. 300).
4. ↑  Bayard, Donn (2000). ”New Zealand English: Origins, Relationships, and Prospects”. Moderna Språk (Sverige: Linnaeus University) 94 (1):  sid. 8–14. ISSN 2000-3560. http://www.ualberta.ca/~johnnewm/NZEnglish/Bayard.pdf. Läst 24 juli 2010.